# Jean-Baptiste Lucotte Du Tillot
Pour les articles homonymes, voir Lucotte et Du Tillot.
Jean-Baptiste Lucotte Du Tillot(ou du Tilliot), né (Jean-Bénigne Lucotte) en 1668 à Dijon, décédé en 1750 à Nuits-Saint-Georges, est un antiquaire et érudit français. Il fut gentilhomme ordinaire de Charles de France (1686-1714), duc de Berry.

## Biographie
Jean-Bénigne Lucotte, souvent prénommé Jean-Baptiste par des biographes, est baptisé le 9 septembre 1668 en l’église Saint-Michel de Dijon ; son père Jacques Lucotte est lieutenant particulier civil et criminel au bailliage de Dijon. Après des études de droit à Paris, le sieur du Tilliot (du nom d’une terre dans le bailliage d’Arnay-le-Duc) occupe la charge de gentilhomme ordinaire de Monseigneur Charles de France (1686-1714), duc de Berry.
Après la mort du duc de Berry, dont il était gentilhomme ordinaire, Du Tillot se retira dans sa ville natale, où il se livra à sa passion pour l’érudition et les antiquités.
Ce célèbre bibliophile forma un cabinet composé de tableaux, d’estampes, de médailles, de livres, etc., qui marquent un goût fin et délicat, Il est auteur du Mémoire pour servir à l’histoire de la fête des fous, qui se faisait autrefois dans plusieurs églises (Lausanne et Genève, 1741, in-4° ; 1751, in-8°).
On cite parmi ses ouvrages manuscrits :
- Mémoires pour servir à l’histoire des ducs de Bourgogne de la première et de la seconde race royale, (ouvrage conservé à la Bibliothèque de l'Arsenal) ;
- Vies des poëtes latins, depuis Livius Andronicus jusqu’à Michel Marcellus ;
- Notes historiques et critiques sur les douze césars et les impératrices ;
- Éloges des hommes illustres sous les règnes des rois Louis XII, François 1er, Henri Il, François Il, Charles IX, Henri III et Henri IV ;

et plusieurs dissertations sur différents sujets d’antiquités.
La Bibliothèque de l'Arsenal possède aussi quatre manuscrits composés pour lui par le calligraphe et dessinateur Jean Piron, ornés de dessins de Nicolas Vennevault (1697-1775) et de (Antoine) Maistrier (1671-1726), représentant diverses curiosités du cabinet de du Tillot.
Jean-Baptiste (Jean-Bénigne) Lucotte du Tilliot est décédé à Nuits-Saint-Georges où il est inhumé le 4 novembre 1750 dans l’église collégiale Saint-Denis.